# Psellidotus hypomelas
Psellidotus hypomelas är en tvåvingeart som först beskrevs av James 1952.  Psellidotus hypomelas ingår i släktet Psellidotus och familjen vapenflugor. Inga underarter finns listade i Catalogue of Life.